# Mladotové ze Solopisk
Mladotové ze Solopisk (německy Mladota von Solopisk) jsou starý český vladycký rod, který v 18. století povýšil do panského stavu. Rod vymřel po meči, posledním byl Jan Nepomuk, svobodný pán Mladota ze Solopisk, nejvyšší dědičný dveřník Království českého, čestný občan města Sedlčany, zemřel 26. dubna 2001 po dlouhé a těžké nemoci ve věku 83 let. Rodové jméno Mladota přešlo v závěti i s majetkem (včetně zámku Červený Hrádek) na Nikolause Lobkowicze (* 1978), syna Johannese Lobkowicze (* 1954) z mělnické sekundogeniturní větve rodu Lobkowiczů.

## Historie

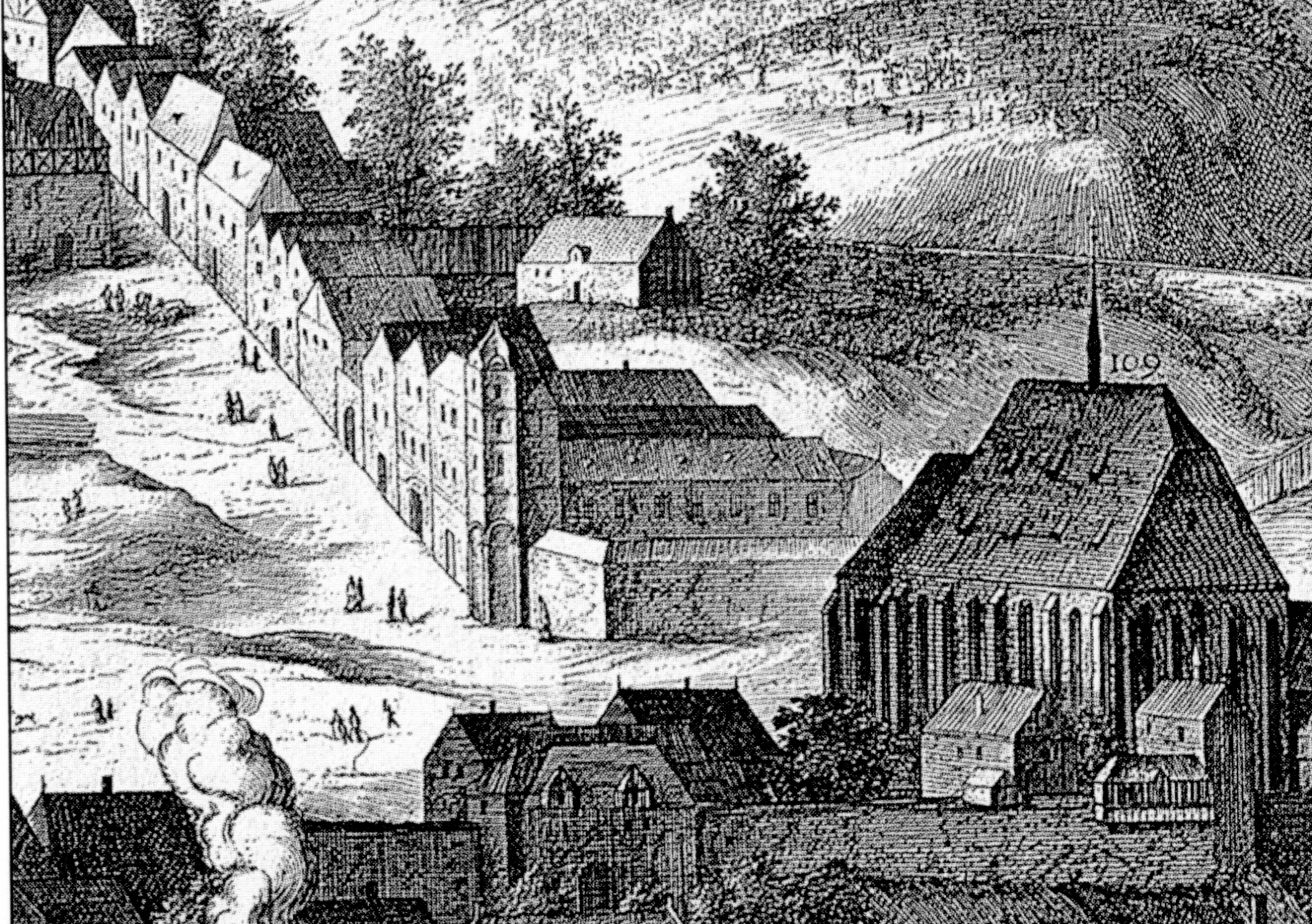
Sadelerův prospekt, detail Mladotovského paláce (Faustova domu) na počátku 17. století. Kresba Philippa van den Bosche, rytina Jan Wechter, vydal: Aegidius Sadeler

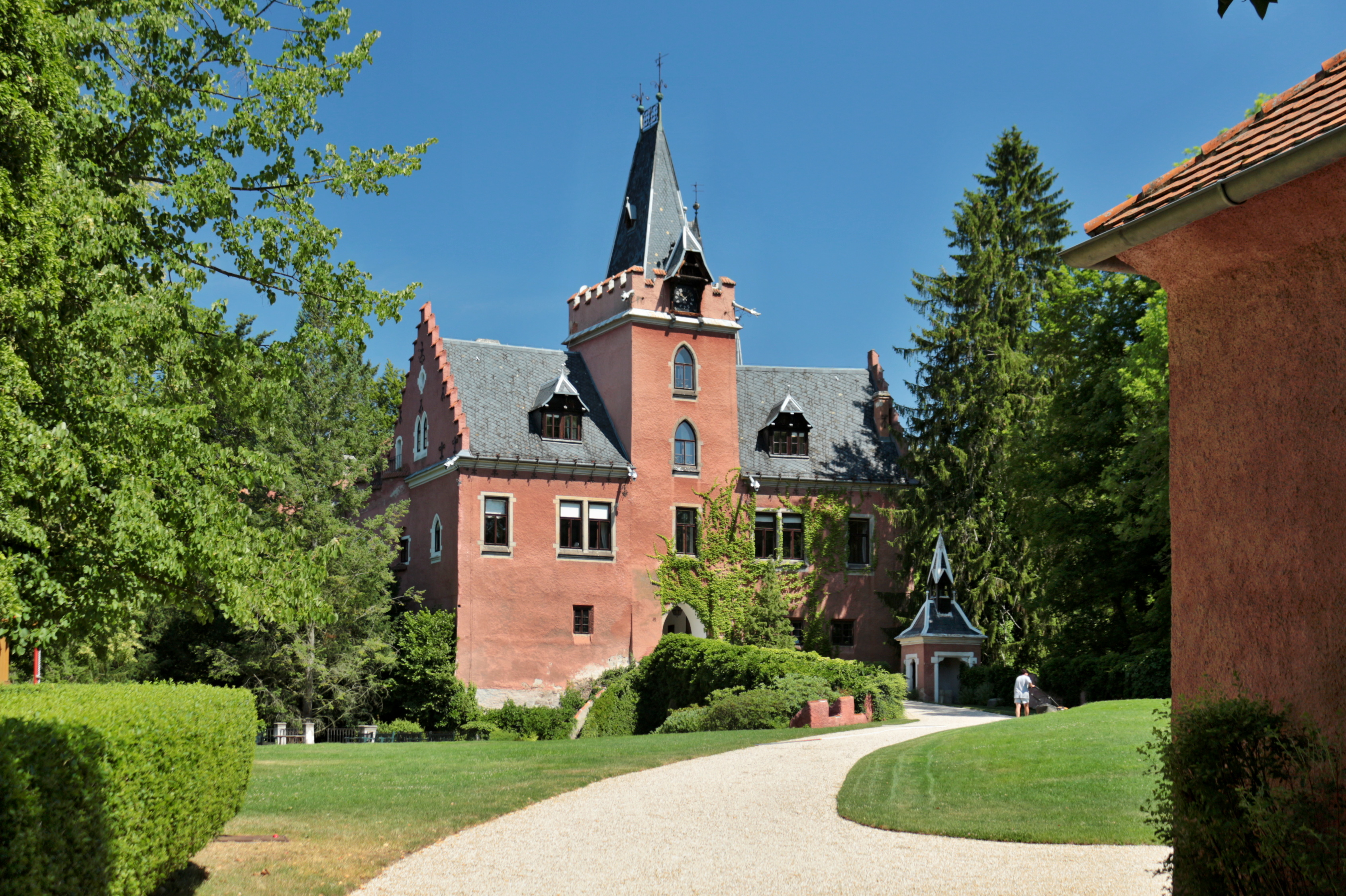
Zámek Červený Hrádek u Sedlčan

Svůj původ odvozují od Solopisk (spadají pod obec Třebotov) nad Černošicemi u Prahy. První zmínky o předcích rodu, kteří drželi Solopisky, pocházejí ze začátku 14. století. Prvním ověřeným předkem rodu se stal Vochek ze Solopisk, který roku 1421 po osm měsíců bránil na straně císaře Zikmunda hrad Karlštejn. Podle K. J. Erbena je ovšem již v listině z 10. dubna 1305 prvním doloženým členem Mladota z Drasti, český královský číšník, jemuž byly v léno uděleny Solopisky, a jímž začíná nepřetržitá rodová linie.
Do počátku třicetileté války neměli příliš velký majetek ani nezastávali významné posty. Rozdělili se na několik větví a začali sloužit v císařských úřadech či armádě. Stávali se také duchovními. Drželi mimo jiné Ostředek, Skalku, Zahrádku, Zadní Chlum a hlavně Kosovu Horu a Červený Hrádek u Sedlčan.
Ferdinand Antonín Mladota studoval chemii, ale především alchymii. Ve svém domě na pražském Karlově náměstí, který koupil roku 1724, prováděl pokusy, které děsily široké okolí. Další příslušníci rodu i další majitelé dům přestavěli; říká se mu Mladotovský palác nebo také Faustův dům.
Po vymřelém rodu Karlů ze Svárova získali v roce 1743 čestnou hodnost dědičného dveřníka – strážce královských dveří. Josef Petr († 1786), Jan František († 1771) a Jan Nepomucký byli císařovnou Marií Terezií v roce 1761 povýšeni do panského stavu. Další bratr Václav († 1757) padl v bitvě u Kolína.
Josef se stal písařem zemských desk, měl zálibu v mechanických hračkách a technickým experimentech. Možná záměrně přispěl k pověsti Mladotova paláce, který bude navždy spojen s doktorem Faustem.
Olivier Mladota ze Solopisk (1884–1937) se v roce 1913 oženil morganaticky s Rosou Lumbe (1889–1977). Její otec František rytíř Lumbe, penzionovaný sekční šéf v úřadu nejvyššího císařského komoří, byl nobilitován teprve v roce 1912, když odcházel do výslužby.
Posledním příslušníkem rodu byl Jan Mladota ze Solopisk (7. září 1917 Praha – 26. dubna 2001). Dne 22. dubna 1945 pojal za manželku Henriettu svobodnou paní Goldegg von und zu Lindenburg (13. 9. 1924, Innsbruck – 13. 8. 2011, Lausanne). Neměl potomků. Po roce 1948 byl vězněn a poté emigroval za svou manželkou do Rakouska a poté již společně do USA. Po nuceném pobytu v Rakousku, USA a Švýcarsku se vrátil do vlasti na svůj zámek Červený Hrádek. Urna s jeho popelem je uložena v rodinné hrobce v Kosově Hoře.

## Osobnosti
- Jan Vilém Mladota ze Solopisk († 1741), hejtman Kouřimského kraje, věrný Marii Terezii, Francouzi ho uvěznili navzdory jeho stavovskému postavení v Novoměstské radnici v Praze, kde také zemřel.[5]

## Erb
Ve znaku měli na červeném podkladu kosmý stříbrný pruh, na kterém se později ustálily černé kosočtverce, v heraldice nazývané routy.

## Příbuzenstvo
Spojili se s Příchovskými, Thuny, pány z Řehnic, z Hustířan či z Dohalic.